# Peter Lundgren (Politiker)

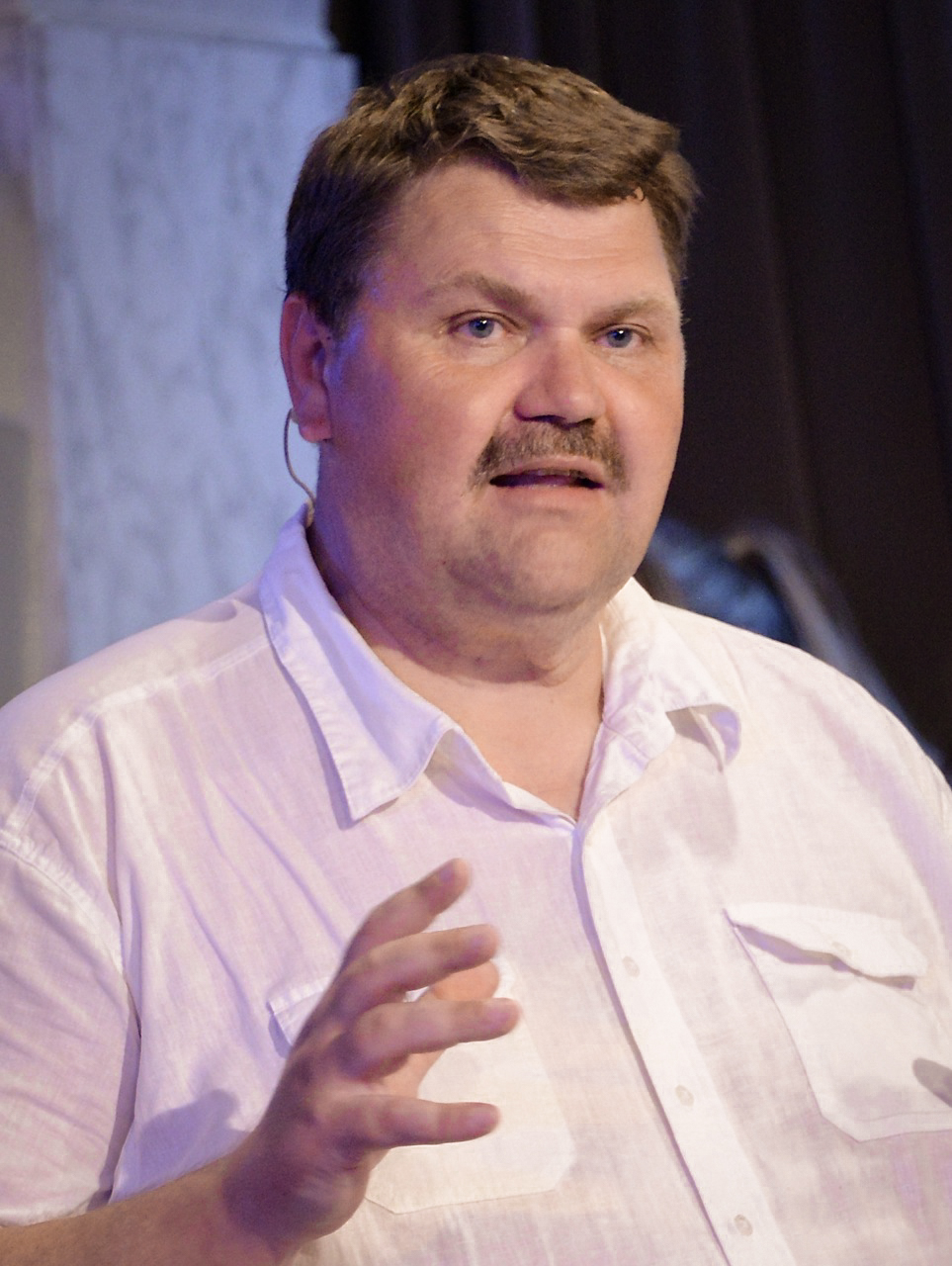
Peter Lundgren, 2014

Peter Lundgren (* 2. Februar 1963 in Ekeby, Bjuv) ist ein schwedischer Politiker der Sverigedemokraterna und ist seit 2014 Europaabgeordneter. 

## Leben
Peter Lundgren besuchte von 1970 bis 1979 die Grundschule in Västervång. Von 1984 bis 2014 arbeitete er als Lastwagenfahrer, wobei er ab 2010 bis zu seiner Wahl in das Europaparlament Mitglied der Gemeindevertretung der Gemeinde Gnosjö war.
Seit Juli 2014 ist er mit der 8. Wahlperiode für die Fraktion Europa der Freiheit und der direkten Demokratie, dessen Vorstandsmitglied er bis Mitte Oktober 2014 war, Abgeordneter im Europäischen Parlament. Für ein Paar Tage war er fraktionslos und schloss sich dann erneut der Fraktion Europa der Freiheit und der direkten Demokratie an. Er wurde stellvertretender Vorsitzender. Bis 2. Juli 2018 blieb er in der Fraktion, wechselte dann in die Fraktion der Europäischen Konservativen und Reformer, wo er Mitglied des Vorstands war. Am 1. Juli 2019 endete die Legislaturperiode.
In der 8. Wahlperiode war er bis Januar 2017 Mitglied im Ausschuss für Verkehr und Fremdenverkehr, von Mitte Juli 2014 bis zu seinem Ausscheiden 2019 in der Delegation für die Beziehungen zu den Vereinigten Staaten und in der Delegation für die Beziehungen zu Kanada. Ab dem 19. Januar 2017 war er Mitglied des Ausschusses für Verkehr und Tourismus, was er auch in der folgenden 9. Wahlperiode blieb. Zusätzlich war er als Stellvertreter aktiv.
Anschließend wurde er wiedergewählt und blieb in der Fraktion der Europäischen Konservativen und Reformer, wurde aber stellvertretender Vorsitzender. Am 4. April 2022 gab er den Vorsitz ab. In der 9. Wahlperiode war er bis September 2019 in der Delegation für die Beziehungen zur Arabischen Halbinsel. Von Juni 2020 bis Dezember 2021 war er Mitglied Untersuchungsausschuss im Zusammenhang mit dem Schutz von Tieren beim Transport. Zusätzlich war er weiterhin als Stellvertreter aktiv.
Ende 2021 wurde er, anfangs noch freigesprochen, durch ein schwedisches Gericht wegen sexueller Belästigung verurteilt. Lundgren soll 2018 bei einem Parteitreffen einer Parteikollegin gegen ihren Willen berührt haben. Er wurde in zweiter Instanz zu einer Zahlung von 60 Tagessätzen von je 1000 Kronen verurteilt. Kurz vor den Europawahlen 2019 hatte Untersuchungen gegen den Spitzenkandidaten der Sverigedemokraterna Lundgren begonnen. Kristina Winberg, wie Lundgren eigentlich Kandidatin für die Europawahlen und mit welchem sie gemeinsam 2014 in das Europaparlament eingezogen war, hatte den Vorfall beobachtete und öffentlich gemachte. Sie wurde von der Kandidatenliste der Partei gestrichen, da sie sich „wiederholt parteischädigend“ und „rücksichtslos“ verhalten hätte, und verließ die Partei.
Lundgren wohnt in Kulltorp.